# Modern Language Quarterly
Modern Language Quarterly (MLQ), înființată în 1940, este o revistă de istorie literară cu o apariție trimestrială, produsă (găzduită) de Universitatea din Washington și publicată de Due University Press. Actualul redactor, din 1993, este Marshall Brown de la Universitatea din Washington.

## Orientare tematică
Accentul revistei MLQ este pus pe toate domeniile istoriei literare, fiind incluse toate genurile literare și toate perioadele de timp. Teoriile și argumentele sunt prezentate într-o structura organizatorică cronologică. Operele literare sunt analizate în contextul epocii în care au apărut. Sunt urmărite schimbările survenite în practică literaturii sau a istoriei literare în ceea ce privește feminismul, studiile etnice, materialismul cultural, analiza discursului și criticile culturale. Literatura, așa cum se întâmplă în istorie, este văzută ca o demonstrație și ca un agent al schimbării. Este subliniat impactul cultural pe care îl are literatura în diferire medii. Conținutul revistei este format din eseuri științifice și recenzii de carte.

## Sumarizare și indexare
Revista este indexată în următoarele baze de date:
Thomson Reuters:
Arts & Humanities Citation Index
Current Contents / Arts & Humanities
Academic Abstracts Fulltext Elite & Ultra
Academic Research Library,
Academic Search Elite & Premier
Expanded Academic ASAP,
General Reference Center Gold & International
Humanities and Social Sciences Index Retrospective, 1907–1984,
Humanities Abstracts,
Humanities Full Text,
Humanities Index,
Humanities Index Retrospective, 1907–1984,
Humanities International Complete,
Humanities International Index,
Social Sciences Index Retrospective, 1907–1984
International Bibliography of Periodical Literature (IBZ),
Literary Reference Center,
Literature Resource Center,
Magazines for Libraries,
MLA Bibliography,
OmniFile - Mega Edition
Professional Development Collection (EBSCO)
Research Library

## Conducere
Redactorul șef al revistei a fost în perioada 1943-1963 Edward G. Cox.

## Legături externe
- Most cited full text articles